# ديوريغي
ديوريغي (بالتركية: Divriği) بلدة تقع إدارياً ضمن Divriği District ‏ في تركيا. تعتمد ديوريغي للبريد على الرمز البريدي 58300.

## وصلات خارجية
- الموقع الرسمي